# Особняк Гутхейля
Особняк К. А. Гутхейля — жилой дом в стиле модерна в Москве, построенный в 1902—1903 годах Московским торгово-строительным акционерным обществом по проекту архитектора В. Ф. Валькота. В настоящее время в здании размещается посольство Марокко в России. Особняк является объектом культурного наследия народов России федерального значения.

## История
Ранее на этом месте находился хозяйственный двор большой городской усадьбы князя И. А. Гагарина, сгоревшей во время пожара 1812 года и разделённый позднее на восемь владений. Участок, на котором расположен современный особняк, около 1816 года приобрёл бригадир Н. И. Муханов, владелец усадьбы напротив, который выстроил здесь свой хозяйственный двор с деревянными строениями. В 1820 году владение перешло к его брату обер-шталмейстеру С. И. Муханову. В 1850-х годах на территории владения жил известный хирург Ф. И. Иноземцев. Позднее усадьба неоднократно меняла владельцев и к концу XIX века сильно обветшала.
Летом 1899 года усадьбу приобрело под застройку Московское торгово-строительное акционерное общество Я. А. Рекка и разделило её территорию на три участка — нынешние дома № 6, 8 и 10 по Пречистенскому переулку. Яков Рекк ставил перед собой цель украсить город «стильными домами, которые, имея технические удобства западноевропейских городских строений, в то же время не убивали бы национального колорита Москвы». В том же году архитектор Вильям Валькот выполнил по заказу Общества проект постройки двух особняков (№ 10 и № 8). Здание, ставшее позднее известным как особняк М. Ф. Якунчиковой, начало строиться в 1899 году; реализация строительства особняка на территории современного владения № 8 затянулась. В 1900 году Валькот выполнил новый проект особняка и служб во дворе, однако он остался неосуществлённым. Строительство здания было начато в 1902 и закончено в 1903 году. Позднее по заказу Общества архитектор Н. Г. Лазарев выстроил третий дом в переулке — особняк Н. И. Миндовского (№ 6). Постройки намеренно создавались Торгово-строительным обществом отличными друг от друга, чтобы предложить покупателям более широкие возможности выбора в соответствии с их вкусами.
Вскоре после постройки дом был продан К. А. Гутхейлю. Карл Александрович, возглавивший основанную его отцом музыкально-издательскую фирму «А. Гутхейль» в 1882 году, превратил её в одно из крупнейших нотных издательств Российской Империи. Фирма имела свои магазины в доме банка и торгового дома «И. В. Юнкер и Ко» в Москве и на Невском проспекте в Санкт-Петербурге. Издательство «А. Гутхейль» опубликовало большинство произведений С. В. Рахманинова, сочинения М. А. Балакирева, А. С. Аренского, А. Т. Гречанинова и многих других композиторов. В 1885 году Гутхейль приобрёл право на издание большой части сочинений (главным образом опер) М. И. Глинки, А. С. Даргомыжского, А. Н. Серова и А. Н. Верстовского. К 1913 году особняк приобрёл Дионисий Сергеевич Карзинкин — представитель известной московской купеческой семьи, кандидат-директор Ярославской Большой мануфактуры.
После октябрьской революции особняк был национализирован. В здании размещались сначала дошкольный детский дом, а затем Центральный дом детского коммунистического движения и Центральный дом вожатых ЦК ВЛКСМ. С 1958 года особняк занимает посольство Марокко в России. В 1960 году дворовая часть особняка была надстроена вторым этажом. Тогда же под жилое помещение была приспособлена открытая терраса со стороны восточного фасада.

## Архитектура и оформление
Здание симметрично и фасадно, его центральная часть укрупнена относительно объёмов боковых крыльев, вынесена вперёд и развёрнута вдоль переулка. Гладкие поверхности стен облицованы светлым глазурованым розово-сиреневым «кабанчиком»; однотипные симметричные полуциркульные оконные проёмы и вход в особняк обрамлены слабо подкрашенными панно с лепным рокайльным декором. Над входом в особняк установлен навесной стеклянный козырёк — мотив французского Ар Нуво. Использование симметричных объёмно-пространственных композиций не свойственно творчеству Валькота и, возможно, было продиктовано заказчиком.
Боковые передние части особняка включают два больших симметричных помещения (первоначально — зал и кабинет хозяина), за ними в глубине располагались будуар хозяйки, гостиная и жилые комнаты; в центральном выступающем объёме расположен холл, освещённый верхним светом. На контрасте с оформлением фасада, ведущей темой оформления холла и столовой стал ордер: квадратные в плане колонны поддерживают упрощенный антаблемент и ведут к порталу дверей в кабинет хозяина. Столовая особняка отделана натуральным полированным камнем. Первоначальная низкая кованая ограда по сторонам подъезда с характерными для Валькота волнообразными бегущими завитками была утрачена; на её фундаменте позднее возведена новая, более высокая и простая по рисунку ограда, стилистически относящаяся к неоклассицизму. В 2011 году была завершена реставрация здания, в ходе которой ограда владения была воссоздана в первоначальном виде.
Центральный объём дома общими чертами напоминает ризалит построенного Ф. О. Шехтелем годом ранее особняка А. И. Дерожинской. Несмотря на это, образ и композиция особняка Гутхейля, по мнению доктора искусствоведения М. В. Нащокиной, уникальны для московского модерна — его облик не стал объектом для подражания для других архитекторов.